# Rhyssemus helenae
Rhyssemus helenae är en skalbaggsart som beskrevs av Riccardo Pittino 1983. Rhyssemus helenae ingår i släktet Rhyssemus och familjen Aphodiidae. Inga underarter finns listade i Catalogue of Life.